# Stopień pisma
Stopień pisma, stopień czcionki – w typografii podstawowa miara wielkości znaków składanego tekstu. Określana jest jako wysokość pola znaku, a wyrażana w punktach typograficznych.
Wysokość pola znaku w tradycyjnym składzie, czyli w metalowych czcionkach, jest równoznaczna z wysokością płaszczyzny czołowej czcionki oraz wysokością wiersza linotypowego. Jest to tym samym szerokość płaszczyzny bocznej słupka czcionki oraz odległość pomiędzy płaszczyzną przednią (sygnaturową) i tylną tego słupka.
W czcionkach komputerowych, czyli fontach, pole znaku (jako odpowiednik płaszczyzny czołowej czcionki) jest zdefiniowanym pojęciem wirtualnym i pełni tę samą rolę.
Co do zasady wysokość pola znaku (a więc i wartość stopnia pisma) jest większa od wysokości kształtów uzyskiwanych znaków, czyli ich glifów, ponieważ jest powiększona o wielkość odstępów zwanych odsadkami, a konkretnie o odsadkę górną i dolną. Ponadto te same glify w różnych krojach pisma mają indywidualną wysokość ustaloną przez projektanta kroju, aczkolwiek zazwyczaj są to wartości podobne.
W szczególnych przypadkach glify wybranych, nietypowych znaków mogą być jednak wyższe od pola znaku. Zjawisko to nazywa się przewieszką.
Pojęcie stopnia pisma nie ma nic wspólnego z odległościami pomiędzy wybranymi liniami pisma, ponieważ są one ustalane indywidualnie dla każdego kroju pisma przez jego projektanta.
| Nazwa            | Wartość w punktach typograficznych |
| ---------------- | ---------------------------------- |
| punkt            | 1                                  |
| nonplusultra     | 2                                  |
| brylant          | 3                                  |
| diament          | 4                                  |
| perl             | 5                                  |
| nonparel         | 6                                  |
| kolonel (mignon) | 7                                  |
| petit            | 8                                  |
| borgis (burgos)  | 9                                  |
| garmond          | 10                                 |
| brevier          | 11                                 |
| cycero (pica)    | 12                                 |
| średnian (mitel) | 14                                 |
| tercja           | 16                                 |
| dwugarmond       | 20                                 |
| półkwadrat       | 24                                 |
| dwuśrednian      | 28                                 |
| dwutercja        | 32                                 |
| konkordans       | 36                                 |
| kwadrat          | 48                                 |